# هیلو ۲
هیلو ۲ (به انگلیسی: Halo ۲) یک بازی ویدئویی به سبک علمی-تخیلی و تیراندازی اول شخص و عنوان دومین قسمت از مجموعه بازی‌های رایانه‌ای هیلو است، که توسط استودیو بازی‌سازی بانجی طراحی و استودیو مایکروسافت آن را منتشر کرد. هیلو ۲ برای نخستین بار در ۹ نوامبر ۲۰۰۴ در ایالات متحده آمریکا منتشر شد. نسخه‌های بعدی این بازی برای کنسول اکس‌باکس در ۹ نوامبر ۲۰۰۴ و ۱۱ نوامبر ۲۰۰۴، به ترتیب در مناطق استرالزی منتشر شد. در ۳۱ مه ۲۰۰۷، بازی برای مایکروسافت ویندوز نیز عرضه شد.
هیلو ۲ در تاریخ ۱۱ نوامبر ۲۰۱۴، به عنوان یکی از قسمت‌های هیلو: مجموعه مستر چیف برای کنسول اکس‌باکس وان منتشر شد. این بازی، در ادامه عنوان مورد تقدیر قرار گرفته هیلو: نبرد تکامل (۲۰۰۱) است. بازیباز، کنترل شخصیت مستر چیف را برعهده دارد.
این بازی، با فروشی معادل ۸ میلیون نسخه، پرفروش‌ترین بازی کنسول ایکس‌باکس است.
| گردآورنده  | امتیاز        |
| ---------- | ------------- |
| گیم‌رنکینگز | ۹۵٪ (۱۱۲ نقد) |
| متاکریتیک  | ۹۵٪ (۹۱ نقد)  |

| ناشر                    | امتیاز                                     |
| ----------------------- | ------------------------------------------ |
| اج                      | ۹/۱۰                                       |
| الکترونیک گیمینگ مانثلی | ۱۰/۱۰/۱۰ جایزه اختصاصی                     |
| گیم اینفورمر            | ۱۰/۱۰                                      |
| گیم‌اسپات                | ۹٫۴/۱۰ به انتخاب نویسنده                   |
| گیم‌اسپای                | ۵/۵                                        |
| آی‌جی‌ان                  | ۹٫۸/۱۰ بهترین بازی ایکس‌باکس در تمام زمان‌ها |

| ناشر | جایزه                                                       |
| ---- | ----------------------------------------------------------- |
|      | ۲۰۰۴ جایزه منتقدان بازی: بهترین بازی کنسولی                 |
|      | ۲۰۰۵ جایزه انتخاب سازندگان بازی: بهترین صداگذاری            |
|      | ۲۰۰۵ جایزه دستاوردهای تعاملی: بهترین بازی کنسولی، طراحی صدا |